# Гросріндерфельд
Гросріндерфельд (нім. Großrinderfeld) — громада в Німеччині, знаходиться в землі Баден-Вюртемберг. Підпорядковується адміністративному округу Штутгарт. Входить до складу району Майн-Таубер.
Площа — 56,28 км2. Населення становить 4033 ос. (станом на 31 грудня 2020).